# Juan Manuel Figueroa Aznar
Juan Manuel Figueroa Aznar (Caraz, 1878 - Paucartambo, 1951)  fue un actor, fotógrafo, pintor y político peruano. Es considerado uno de los representantes más destacados del florecimiento fotográfico del Cusco en inicios del siglo XX. 
Nació en la ciudad de Caraz, provincia de Huaylas, departamento de Ancash. Vivió desde 1904 en el Cusco, principalmente en Paucartambo donde se hizo conocido de la familia Yabar. En 1908 se casó con Juana Ubaldina Yabar Almanza, hermana del diputado Enrique Yabar Almanza y sobrina de los diputados Benigno Yabar y Ezequiel Yabar Arteta. 
Inicialmente se formó como pintor pero su predilección por el retrato lo acercó a la fotografía. En 1902 trabajó con Max T. Vargas en Arequipa como pintor de telones de fondo e introdujo una práctica muy poco frecuente para la época: retratar indígenas en el estudio. En 1904 se instaló en el Cusco. En los años 1920 se asoció al círculo intelectual del indigenismo de Luis E. Valcárcel, quien lo nombró director artístico de la Misión Peruana de Arte Incaico que recorrió La Paz, Buenos Aires y Montevideo en 1923. Por aquellos años conoció a Martín Chambi con quien trabajó en diversas oportunidades. Juntos viajaron a Machu Picchu en 1928 como parte de la expedición del prefecto Vélez. Una selección de las fotografías que realizaron del monumento se publicó en el libro Cusco histórico, editado por Rafael Larco Herrera con textos de Luis E. Valcárcel seis años más tarde.
Fue elegido diputado suplente por la provincia de Paucartambo en 1913 hasta 1918 durante los gobiernos de Guillermo Billinghurst, Oscar R. Benavides y José Pardo y Barreda.